# Louis Diémer
Louis Diémer (París, Illa de França, 14 de febrer de 1843 - 21 de desembre de 1919) fou un pianista i compositor francès.

## Biografia
Assolí els premis de piano, fuga, contrapunt i composició del Conservatori, i un segon premi d'orgue. Tocà diverses vegades en els concerts del Conservatori, en els quals se li aplaudí la finor i la fermesa del seu estil, així com el seu refinat gust artístic. En aquest Conservatori en fou professor de piano durant un cert temps, i en la seva classe tingué alumnes avantatjats, com Victor Staub, E. Robert Schmitz, Zygmunt Stojowski i entre d'altres el que més tard seria pianista de fama internacional, com en Jean Batalla, Ludovic Lamothe, José Cubiles Ramos i en Henry Libert, Gabriel Grovlez iRaoul Laparra o, Lazare Lévy.
Compongué nombroses obres per a concert i moltes transcripcions per a piano, a més d'algunes romances per diferents veus. Així mateix deixà una edició accentuada, i numerada l'execució per als dits d'algunes obres per a piano, violí i violoncel de Haydn, Mozart i Beethoven, amb el títol d'Ecole classique concertante.
Assolí notable reputació com a director. No obstat mancar-li, les seves representacions resultaven quasi sempre fredes; al pianista francès li mancava el foc sagrat de l'art. Havia fundat a París la Societat d'Instruments antics, i des de 1889 dedicà gran part dels seus treballs a l'estudi de les obres dels mestres dels segles XVII i XVIII; per aconseguir una més fidel interpretació d'aquelles, amb freqüència se servia del clavicèmbal. Fundà el premi triennal del seu nom per a pianistes, apreciat arreu del món. Després de la seva mort es publicà la seva obra: Quelques souvenirs de ma carrière (París, 1920).